# 沙恩霍斯特号大巡洋舰
沙恩霍斯特号是德意志帝国海军于二十世纪初建造的两艘沙恩霍斯特级大巡洋舰的首舰，得名于前普鲁士军事改革者格哈德·馮·沙恩霍斯特。舰只于1905年1月开建、1906年6月下水，至1907年10月投入使用。该舰及其唯一的姊妹舰格奈森瑙号为早前罗恩级的增大版本；它们装备了更多的主舰炮，并且能够以更高的速度航行。
沙恩霍斯特号曾于1908年短暂跟随公海舰队服役，但当年的大部分时间都在进行海上试航。1909年，它被分配至驻中国青岛的东亚分舰队，并在抵步后即取代俾斯麦侯爵号担任分舰队旗舰，这也是它在余下的运用生涯中所担纲的角色。在随后的五年里，舰只曾到访多个亚洲港口展示德国军力。它经常会搭载分舰队司令会见亚洲政要，并曾于1912年在日本出席大正天皇的加冕仪式。当第一次世界大战于1914年8月爆发后，沙恩霍斯特号和格奈森瑙号在三艘小巡洋舰及若干煤船的陪同下，穿越太平洋并抵达南美洲南部海岸。1914年11月1日，沙恩霍斯特号率东亚分舰队余部在科罗内尔海战中遭遇并击败了一支英国分舰队。这次失败促使英国海军部派出两艘战列巡洋舰前往追捕及摧毁东亚分舰队，并于1914年12月8日在福克兰群岛海战中达成。

## 设计

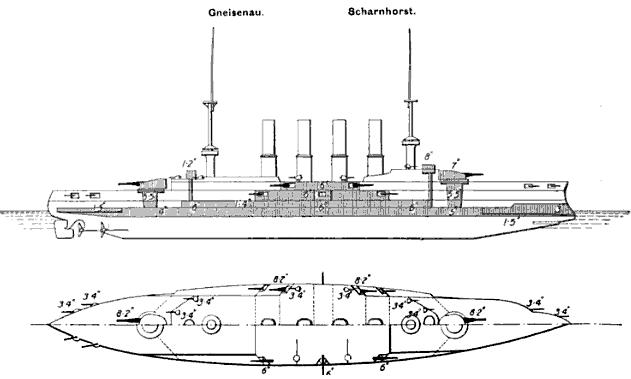
沙恩霍斯特级舰只线条画

沙恩霍斯特号的全长为144.6（474英尺5英寸），有21.6（70英尺10英寸）的舷宽和8.37（27英尺6英寸）的吃水深度。其设计排水量为11,616公噸（11,433長噸），满载排水量则可达12,985公噸（12,780長噸）。舰只推进系统由三套立式三胀蒸汽机和十八台燃煤水管锅炉提供动力。推进系统的额定功率为25,644匹指示馬力（19,123千瓦特），最高速度为22.5節（41.7每小時）。其船员编制为52名军官和788名水兵；其中14名军官和62名水兵被指派为分舰队司令的随员，并增补为标准化编制。
沙恩霍斯特号的主舰炮为八门210毫米40倍径速射炮，其中四门装配于两座双联装炮塔上，在舰艛的两端各有一座，其余四门则安装在单翼炮塔上。副炮则由廓装的六门150毫米40倍径速射炮和十八门廓装的88毫米35倍径速射炮组成。它还配备有四具450（17.7英寸）浸没式水下鱼雷发射管；分别布设在舰艏、舰艉和两边舷侧，并提供11枚鱼雷。舰只的水线装甲带有150（5.9英寸）厚，炮塔装甲也有有180（7.1英寸）厚。其甲板厚度从35至60（1.4至2.4英寸）不等，较厚的装甲用于保护弹药舱、锅炉舱和轮机舱等关键部位。

## 服役历史

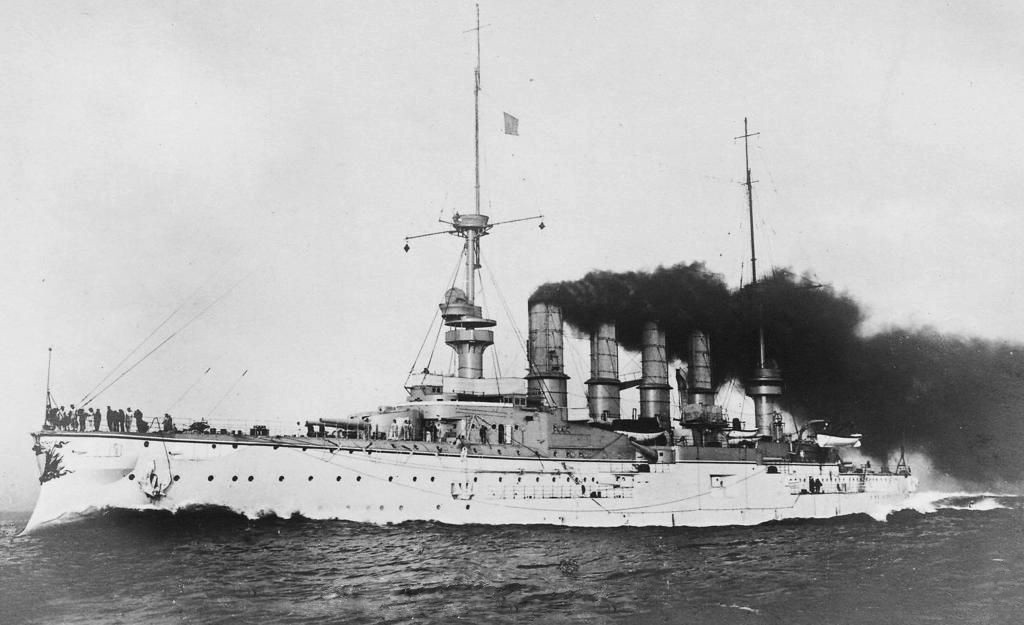
1908年的沙恩霍斯特号

以拿破崙戰爭期间的普鲁士军事改革者——格哈德·馮·沙恩霍斯特中将命名的沙恩霍斯特号是作为新增编入舰队的大巡洋舰而以字母“D”为代号进行订购，并于1905年3月22日在汉堡布洛姆－福斯船厂开始架设龙骨，建造编号为175。它于1906年3月23日下水，随后展开舾装工作。在下水仪式上，由时任陆军元帅的戈特利布·冯·黑泽勒主持为舰只命名并发表演说。一年半后，沙恩霍斯特号正式投入公海舰队服役。随后它开始了海上试航；在进行速度测试期间，舰只超过了设计速度1节以上，达到23.5節（43.5每小時）。
舰只的试航于11月6日至11日中断，因沙恩霍斯特号受命与小巡洋舰柯尼斯堡号和和公文艇斯雷普尼尔号一同，护送德皇威廉二世的皇家游艇霍亨索伦号前往出访荷兰的弗利辛恩和英国的朴茨茅斯。1908年1月4日，沙恩霍斯特号在比尔克灯塔附近擱淺并遭受了严重的水下部分损伤。维修在布洛姆－福斯船厂进行，至2月22日完工。然后它恢复了试航，一直持续至4月底。5月1日，在海军少将奥古斯特·冯·黑林根的指挥下，沙恩霍斯特号取代约克号成为公海舰队侦察部队的旗舰。在该年余下的时间里，它参加了和平时期常规的例行训练操演和舰队演习。

### 东亚役期

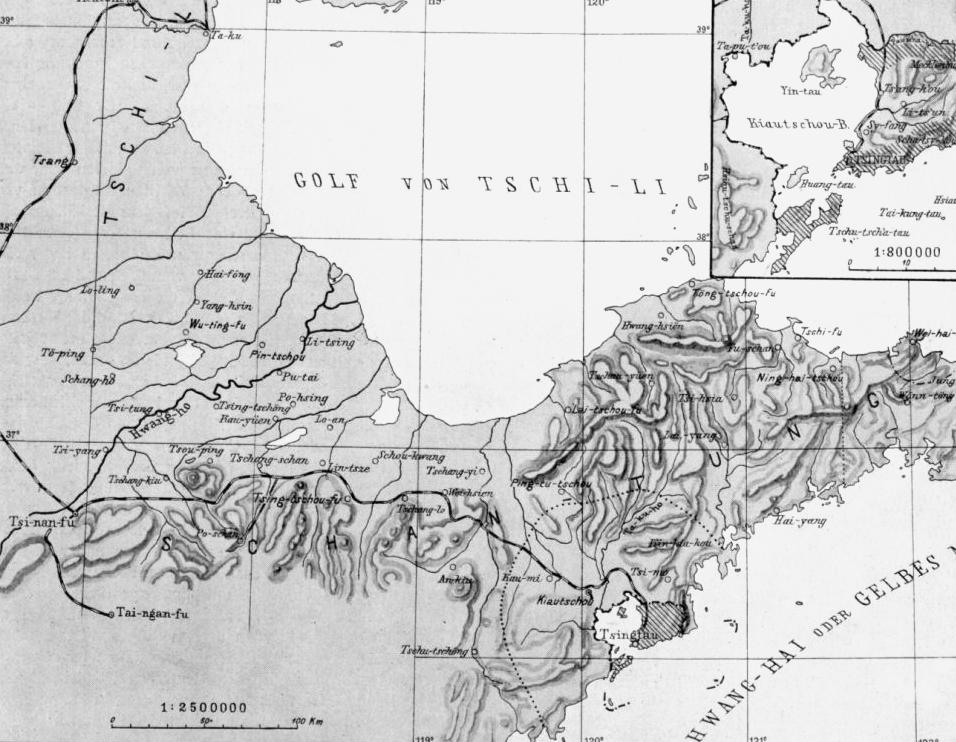
德国人于1912年绘制的山东半岛地图展现了胶州湾租借地

1909年3月11日，沙恩霍斯特号被分派至东亚分舰队；并由约克号取代其成为侦察部队的旗舰。在完成航行准备工作后，沙恩霍斯特号于4月1日离开基尔；海军少将腓特烈·冯·英格诺尔亦随舰出发，他将在抵达后接管东亚分舰队。4月29日，舰只至科伦坡与东亚分舰队旗舰俾斯麦侯爵号会合。在那里，沙恩霍斯特号接任分舰队旗舰的职能。当时，该分舰队还包括有小巡洋舰莱比锡号、阿科纳号以及几艘炮艇和鱼雷艇。7月和8月，沙恩霍斯特号在黄海进行了一次巡航，并于8月考察了该地区的沿岸港口。从12月至1910年1月初，它与莱比锡号和炮艇猞猁号一同，在香港参加了圣诞和新年的庆祝活动。
1910年1月，沙恩霍斯特号、莱比锡号和猞猁号造访了包括曼谷和马尼拉在内的多个东南亚港口，并在苏门答腊和北婆罗洲作停留。至3月22日，它们回到设于青岛的德国海军基地。与此同时，阿科纳号已于2月离开东亚分舰队，其替代者纽伦堡号则于4月9日抵达。英格诺尔此时已晋升为海军中将，于6月6日调离并由海军少将埃里希·居勒接替。这位新任分舰队司令自6月20日开始带领沙恩霍斯特号和纽伦堡号参观德国的太平洋殖民地。经停点包括有马里亚纳群岛、楚克群島和德属萨摩亚的阿皮亚。在最后一个港口，它们与小巡洋舰鸬鹚号和神鹫号会合，这些是南海基地的驻舰。在那里，新的小巡洋舰埃姆登号于7月22日抵达，以进一步加强东亚分舰队。

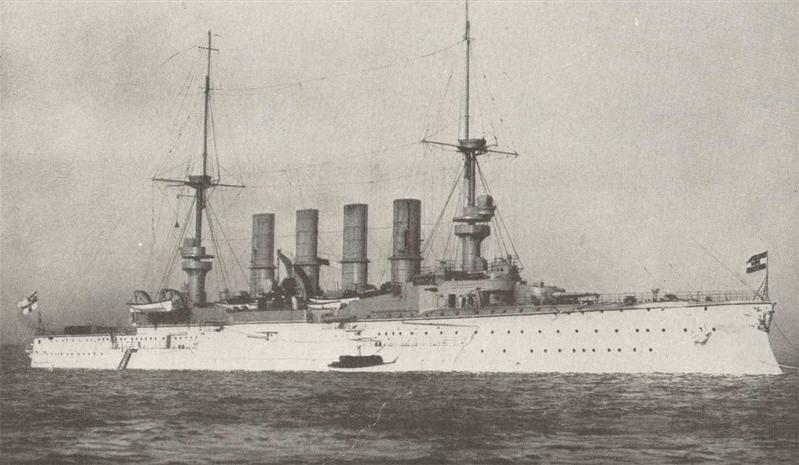
战前的沙恩霍斯特号

1910年，沙恩霍斯特号凭借在东亚分舰队内优异的射击成绩而赢得年度“恺萨射术奖（Kaiser-Schießpreis）”。11月25日，沙恩霍斯特号携分舰队余部先后去往香港和南京；在香港期间，舰上爆发了斑疹伤寒疫情。感染者包括居勒，他于1911年1月21日死于该病。与此同时，波纳佩岛发生了动乱，需要埃姆登号和纽伦堡号到场。沙恩霍斯特号则转而去往西贡、新加坡和巴达维亚，然后经由香港和厦门于3月1日返抵青岛。在那里，海军少将京特·冯·克罗西克正在等待接过分舰队的指挥权。两周后，沙恩霍斯特号的姊妹舰格奈森瑙号于3月14日抵达，使分舰队实力得到进一步加强。从3月30至至5月12日，沙恩霍斯特号搭载克罗西克在日本海域巡航。此后，它于7月初前往德国属地的北部地区；当时由于阿加迪尔危机，欧洲的紧张局势已非常严重。克罗西克试图在东亚保持局势稳定，故而带着旗舰在黄海沿岸巡航。至9月15日，沙恩霍斯特号返回青岛。
抵达青岛后，沙恩霍斯特号驶入船坞进行年度保养；因此，克罗西克暂时将他的旗帜转移至格奈森瑙号。10月10日，中国人反对清朝统治的辛亥革命爆发，这在欧洲人之间产生了极大的紧张情绪，他们回想起1900－01年义和团运动期间对外国人的袭击。东亚分舰队已处于戒备状态以保护德国的利益，并增派了部队保护德国公使馆。然而针对欧洲人的恐怖袭击并未发生，因此无需用到东亚分舰队。至11月底，沙恩霍斯特号重新投入使用，克罗西克回到舰上。它经由经由天津和烟台巡航前往上海，于12月12日抵达。1912年1月14日至24日，沙恩霍斯特号巡视了中国中部的沿岸港口，并于3月9日返回青岛，当时分舰队余部已在那里完成集结。4月13日，这些舰只展开了为期一个月前往日本海域的巡航，于5月13日返回青岛。从7月17日至9月4日，沙恩霍斯特号再度前往日本港口，期间它还造访了俄罗斯的符拉迪沃斯托克以及黄海的几个港口。

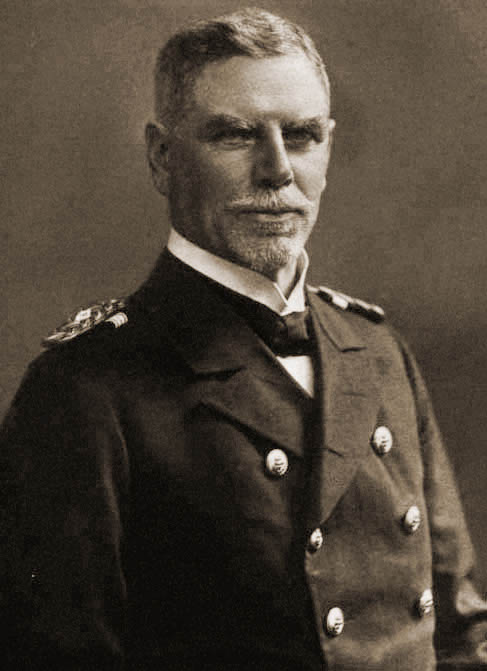
将于一战期间指挥沙恩霍斯特号的馬克西米連·馮·斯比中将

7月30日，明治天皇驾崩；沙恩霍斯特号负责护送搭载着威廉二世胞弟——海因里希亲王的莱比锡号，前往日本参加明治天皇的葬礼暨大正天皇的即位典礼。这些舰只于9月5日至25日在日本停留。回到青岛后，海因里希亲王对整个东亚分舰队进行了检阅。12月4日，克罗西克将分舰队指挥权移交予海军少将馬克西米連·馮·斯比。12月27日，施佩带着沙恩霍斯特号和格奈森瑙号进行了西南太平洋之旅，期间分别在厦门、新加坡和巴达维亚停留。两艘巡洋舰于3月2日返抵青岛。从4月1日至5月7日，沙恩霍斯特号又将施佩送往日本会见大正天皇。自6月22日起，施佩搭乘他的旗舰展开了对太平洋德国殖民地的巡视。舰只先后停靠在马里亚纳群岛、阿德默勒尔蒂群岛、赫尔米特群岛、新波美拉尼亚的拉包尔以及德属新几内亚的腓特烈·威廉港。
7月21日在拉包尔期间，施佩收到了关于中国进一步动荡的消息，这促使他在7月30日之前便返回了上海外围的吴淞锚区。在局势平静后，施佩得以继续搭舰进行短途巡航，于11月11日前往日本。沙恩霍斯特号及分舰队余部于11月29日返回上海，之后又去往西南亚。施佩会见了暹罗国王朱拉隆功，并访问了苏门答腊、北婆罗洲和马尼拉。沙恩霍斯特号于1914年3月19日回到青岛。5月初，此时已晋升为海军中将的施佩率领沙恩霍斯特号和鱼雷艇S90号访问了亚瑟港，然后到天津；施佩从那里继续前往北京，以会见中华民国首任大总统袁世凯。他于5月11日重登沙恩霍斯特号并搭舰返回青岛。随后，施佩开始着手筹备前往德属新几内亚的巡航；沙恩霍斯特号于6月20日离港，仅留下埃姆登号驻青岛。

格奈森瑙号与沙恩霍斯特号在日本长崎会合，并在当地得到了充足的煤炭供应。然后它们向南航行，于7月初抵达楚克群岛进行加煤。途中，它们收到了奥匈帝国皇储弗朗茨·斐迪南大公遇刺的消息。7月17日，东亚分舰队抵达加罗林群岛的波纳佩岛。施佩此时得以接入德国的无线电网络，他了解到奥匈帝国已向塞尔维亚宣战，而俄罗斯正动员抗击奥匈帝国——甚至可能包括德国。7月31日，有消息称德国发出最后通牒，要求俄国解除其军队的动员令。施佩遂下令其舰只备战。至8月2日，威廉二世正式向全德下达对抗俄罗斯及其盟友法国的动员令。

### 第一次世界大战

东亚分舰队在青岛；中间为沙恩霍斯特号及格奈森瑙号

当第一次世界大战爆发时，东亚分舰队的兵力是由沙恩霍斯特号、格奈森瑙号、埃姆登号、纽伦堡号和莱比锡号组成。当时，纽伦堡号正从美国西岸返回，莱比锡号刚刚取代了它在当地位置，而埃姆登号则仍然在青岛。1914年8月6日，沙恩霍斯特号、格奈森瑙号、补给舰泰坦尼亚号和日本煤船富国丸也仍在波纳佩。施佩下令召回分布于太平洋各处的小巡洋舰。纽伦堡号于同一天归队，随后施佩将他的舰只转移至北马里亚纳群岛的帕甘島，这是德国在太平洋中部的领地。
所有可用的煤船、补给舰和客轮都受命在帕甘岛与东亚分舰队会合，而埃姆登号则于8月12日在那里加入分舰队。辅助巡洋舰埃特尔·腓特烈王子号也在那里加入了施佩的舰群。然后，四艘巡洋舰在埃特尔·腓特烈王子号和几艘煤船的陪同下离开太平洋中部，驶向智利。8月13日，埃姆登号舰长、海军准将卡尔·冯·穆勒说服了施佩将他的舰只脱离分舰队，以进行破交战。8月14日，东亚分舰队余部离开帕甘岛前往马绍尔群岛的埃内韦塔克环礁，并由沙恩霍斯特号领航。它们于8月20日抵达后再次进行加煤。

展现东亚分舰队行径的地图

为了让德军最高指挥部知情，施佩于9月8日派遣纽伦堡号至檀香山，通过中立国家发送消息。至9月28日，纽伦堡号带回了协约国已占领德属萨摩亚的消息。沙恩霍斯特号及格奈森瑙号遂航行至阿皮亚调查情况。施佩曾希望能出其不意地逮捕一艘英国或澳大利亚军舰，但在9月14日抵达时，他发现港内并无任何军舰。9月22日，沙恩霍斯特号率东亚分舰队余部抵达法国殖民地帕皮提。德国人袭击了殖民地，并在随后的帕皮提战役中击沉了法国炮艇热心号。这些舰只尽管受到法国岸基炮台的攻击，但均保持完好无损。然而，由于忌惮港湾内的水雷，施佩并未夺取贮存在港湾的煤炭。

至10月12日，沙恩霍斯特号率分舰队余部已抵达复活节岛。在那里，从美洲海域驶来的德累斯顿号和莱比锡号也分别于12日和14日加入分舰队。莱比锡号还带来了另外三艘煤船。在该地区停留了一周后，这些舰只启程前往智利。10月26日傍晚，沙恩霍斯特号率分舰队余部从智利的马斯阿富埃拉岛向东进发，并于10月30日抵达瓦尔帕莱索。11月1日，施佩从埃特尔·腓特烈王子号获悉，英国轻巡洋舰格拉斯哥号于前一天锚泊在科罗内尔，因此他决定转向港口，试图抓住这艘孤独的船艦。

#### 科罗内尔海战

科罗内尔海战期间德国（蓝）与英国（红）舰只的移动示意图

英国人缺乏足够的资源来对抗南美沿岸的德国分舰队。在海军少将克里斯托夫·克拉多克麾下，只有装甲巡洋舰好望号和蒙默思号、轻巡洋舰格拉斯哥号以及武装商船奥特朗托号。这支区舰队还将得到老旧前无畏舰克诺珀斯号和装甲巡洋舰防御号的加强，但后者直至科罗内尔海战后才到达。克诺珀斯号奉命拖后驻守，因为克拉多克觉得该舰的慢速可能会妨碍他将德舰引入战场。
东亚分舰队于11月1日下午来到科罗内尔，令施佩感到意外的是，除格拉斯哥号外，他还遇到了好望号、蒙默思号和奥特朗托号。克诺珀斯号则在英国煤船的伴随下仍然相距约300英里（480）。在16:17，格拉斯哥号率先发现德国舰只。克拉多克遂迅速组成战斗阵型：由好望号领头，接下来是蒙默思号、格拉斯哥号，并由奥特朗托号殿后。施佩决定推迟交战直至太阳进一步降下，那时英国舰只的轮廓将会被阳光映衬出来，而他自己的舰只将得到身后海岸的遮蔽。克拉多克意识到奥特朗托号在战列线中毫无用处，遂遣其离开。
至18:07，两个分舰队之间的距离已缩近至13,500（44,300英尺）；施佩命其舰只于30分钟后开火；每艘舰都与英国阵线上的每个对手交战。沙恩霍斯特号对应的是好望号，于第三轮齐射取得命中；炮弹砸落在后者的艏部炮塔和司令塔之间，并引发了大火。当德国炮手锁定范围，他们便开始了快速射击，以每15秒的速率射出一枚高爆弹头。海军中尉克诺普作为当时沙恩霍斯特号的瞭望官，报称“可以观察到连续的命中……好望号的舰舯遭到连续打击，造成大量火灾……舰只这一部分的舱内也引发了火灾，透过舷窗清晰可见火光闪耀”。
与此同时，格拉斯哥号开始向沙恩霍斯特号和格奈森瑙号开火，因为它无法再与德国的小巡洋舰交锋。它的一枚4英寸（100）炮击中了沙恩霍斯特号的艏楼，但未能引爆。至18:50，蒙默思号已被格奈森瑙号严重击损并脱离了战线；格奈森瑙号遂加入沙恩霍斯特号，与好望号作战。同一时间，纽伦堡号已驶至蒙默思号的近距离平射射程并向对手投掷炮弹。在19:23，好望号的舰炮在两次大爆炸后陷入沉寂；德国炮手也于此后不久停止了射击。好望号逐渐消失在黑暗中。施佩命其麾下的小巡洋舰靠近已遍体鳞伤的对手并以鱼雷将它们消灭，同时他指示沙恩霍斯特号和格奈森瑙号进一步向南航行，以躲避鱼雷。

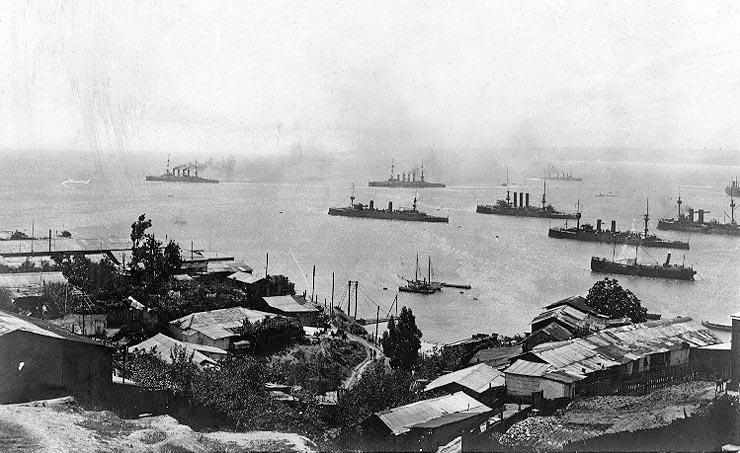
东亚分舰队于11月3日离开瓦尔帕莱索，由沙恩霍斯特号和格奈森瑙号领头，纽伦堡号紧随其后。

当德国小巡洋舰接近时，格拉斯哥号被迫于19:20放弃蒙默思号，转而向南逃窜并与克诺珀斯号会合。突降的风暴风雨导致德国人无法找到蒙默思号，但它最终于20:18倾覆沉没。两艘装甲巡洋舰的沉没共造成包括克拉多克在内的逾1600人罹难。德国人的损失则微不足道。然而，德国舰只已经消耗了超过40%的弹药供应。沙恩霍斯特号在交战期间被两次命中，但两枚炮弹无一爆炸。第二次命中穿透了舰只的第三烟囱，其无线电天线阵被弹壳碎片击损。舰只没有人员伤亡，德国方面唯一的伤亡报告来自格奈森瑙号——为两人轻伤。

海战结束后，施佩将他的分舰队向北带至瓦尔帕莱索。由于智利是中立国；每次仅允许三艘军舰进入港口；施佩遂于11月3日上午首先选择了沙恩霍斯特号、格奈森瑙号和纽伦堡号，留下德累斯顿号和莱比锡号跟随煤船驻守在马斯阿富埃拉岛。在瓦尔帕莱索，施佩的舰只得以补充煤炭，同时他还可与海军参谋本部进行磋商，以确定这一地区剩余的英军兵力。根据中立国的限制，这些舰只在港口停留了24小时，然后于11月6日抵达马斯阿富埃拉岛，并在那里从俘获的英国和法国轮船上取得更多的煤炭。11月10日，德累斯顿号和莱比锡号被分遣至瓦尔帕莱索停靠，五天后，施佩率分舰队余部南下，前往佩納斯灣的圣昆汀湾。德累斯顿号和莱比锡号于11月10日与施佩会合，而分舰队再于三日后抵达圣昆汀湾。在那里，它们补充了更多的煤炭，因为环绕合恩角的航程将很漫长，且尚不清楚何时会有另一次加煤的机会。

#### 福克兰群岛海战

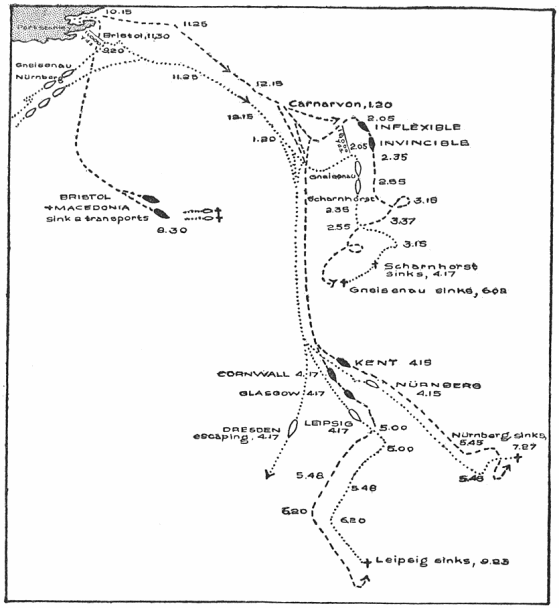
双方分舰队的移动示意图

当失利的消息传至伦敦后，英国皇家海军立即组织了一支部队以期追捕并摧毁东亚分舰队。为此，更具威力的战列巡洋舰无敌号和不屈号从大舰队中分遣出来，交由海军中将多夫顿·斯特迪指挥。两艘舰于11月10日离开德文波特，在前往福克兰群岛的途中，装甲巡洋舰卡那封号、康沃尔号和肯特号，轻巡洋舰布里斯托尔号和格拉斯哥号以及奥特朗托号也加入了它们的行列。由八艘舰组成的部队于12月7日抵达福克兰群岛，并立即进行加煤。
与此同时，施佩的舰只于11月26日离开圣昆汀湾，12月2日绕过合恩角。它们俘获了加拿大帆船德鲁穆尔号（Drummuir），船上装载有约2,500公噸（2,500長噸）优质加的夫煤。莱比锡号将该船拖在身后，并于翌日在皮克顿岛停留。船员遂将煤炭从德鲁穆尔号转移至分舰队的煤船。12月6日上午，施佩与各舰的舰长在沙恩霍斯特号举行了一次会议，以确定他们的下一步行动。鉴于德国人收到了大量英国增援部队在该地区的零散而矛盾的报道；施佩与另两名舰长倾向于对福克兰群岛发动攻击，而其余三名舰长则认为绕过这些岛屿去袭击阿根廷海域的英国航运会更好。最终施佩的意见得到采纳，分舰队于12月6日12:00出发前往福克兰群岛。
格奈森瑙号和纽伦堡号获委派进行攻击；它们于翌日上午接近福克兰群岛，意图摧毁那里的无线电发射机。格奈森瑙号的瞭望员发现斯坦利港升起了浓烟，但认为这是英国人在焚毁其煤炭储备，以防止被德国人占领。当它们接近海港时，于岸边担任哨舰的克诺珀斯号开始发炮，12英寸（300）炮落在德国舰只周围，促使施佩中断了攻击。在10:45完成重新编队后，德国人以22節（41每小時）的速度向东南方向行驶。沙恩霍斯特号为中心舰，领头的是格奈森瑙号和纽伦堡号，德累斯顿号和莱比锡号则殿后。高速的英国战列巡洋舰遂迅速增压从港口出发，以追赶速度较慢的东亚分舰队。

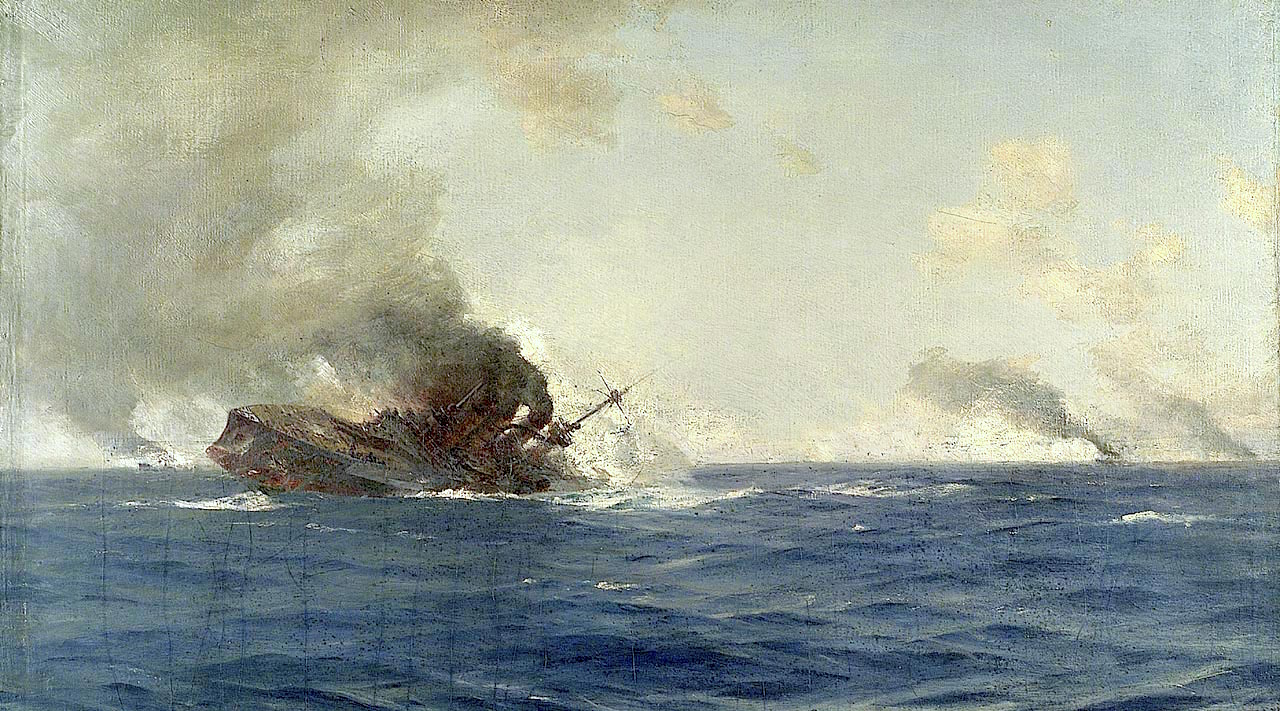
描绘了沙恩霍斯特号在战斗中倾覆的油画

至13:20，英舰赶上了沙恩霍斯特号和其它德国巡洋舰，并在相距14（8.7英里）的范围内开始射击。施佩意识到自己的装甲巡洋舰无法摆脱更高速的战列巡洋舰，遂命令三艘小巡洋舰在他进行转向时尝试脱离，并允许英国战列巡洋舰与火力不足的沙恩霍斯特号和格奈森瑙号交战。与此同时，斯特迪也分遣出部分兵力前往追击德国的小巡洋舰。无敌号负责向沙恩霍斯特开火，而不屈号则攻击格奈森瑙号；施佩也命其两艘装甲巡洋舰进行类似的对抗。施佩采取下风阵位；风将环绕其舰只的烟雾吹散，提高了炮手的能见度。此举迫使斯特迪进入上风位，而相应的能见度则更差。沙恩霍斯特号在第三轮齐射时对无敌号形成跨射，并迅速取得两次命中。在海战的这一阶段，德国旗舰本身没有被击中。
斯特迪试图通过向北转舵两点来扩大距离，以防止施佩接近至其众多副炮的射程。施佩则通过迅速朝南转向来抵消对方的移动，迫使斯特迪也得向南转舵来保持射程范围。此举使得沙恩霍斯特号和格奈森瑙号可以向北折回，并且足够接近其150毫米副炮所需的射程。它们的射击非常精准，迫使英国人第二次撤离。而当恢复战斗后，英国人的火炮也变得更加精准；沙恩霍斯特号遭到数次命中，并引发火灾。尽管它能继续命中无敌号，但火炮速率开始放缓。斯特迪随即向左转舵试图占据下风位，而施佩则通过反向移动保住了他的有利位置；然而，这次移动却颠倒了舰只的顺序，于是沙恩霍斯特此时需要面对不屈号。

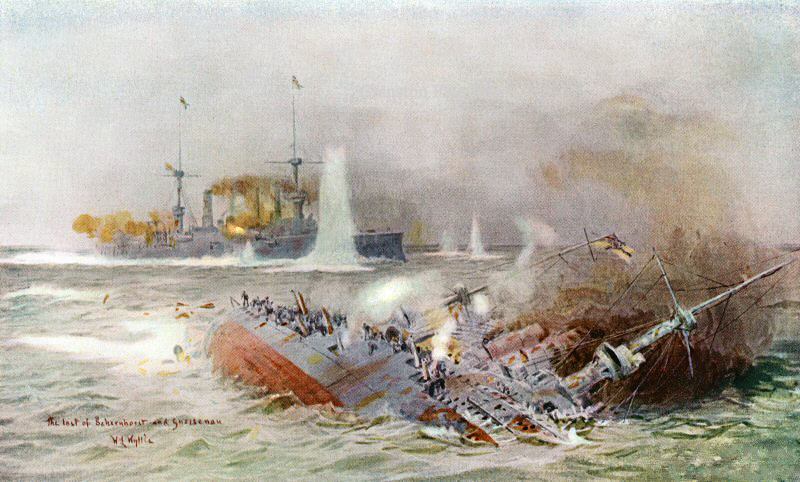
沙恩霍斯特号下沉而格奈森瑙号仍在战斗

在战斗的这一阶段，沙恩霍斯特号的左舷已略有倾侧，比水面低了约一米。其第三烟囱已被击落。格奈森瑙号暂时被烟雾遮蔽，导致两艘战列巡洋舰都以沙恩霍斯特号为目标。至16:00，施佩下令格奈森瑙号尝试逃跑，而他则改变航向，意图向追击者发射鱼雷。其左舷倾侧此时已显著增加并已严重低于舰艏，仅余2（6英尺7英寸）的乾舷。在16:17，该舰最终完全向左倾覆下沉；英国人继而将注意力集中在格奈森瑙号舰上，并未尝试营救落水船员。包括施佩在内的格奈森瑙号舰上全部860名官兵都随舰沉没。格奈森瑙号、莱比锡号和纽伦堡号也相继被击沉。只有德累斯顿号设法逃脱，但它也最终被追踪至胡安·費爾南德斯群島及击沉。东亚分舰队的全军覆没导致约2200名德国水兵及军官丧生，其中包括施佩的两个儿子。

在1915年中期，一艘近海轮船在巴西海岸附近发现了一位德国水兵的尸体。水兵持有一个原本附设于210毫米炮弹的防水盒，内部装有一面悬挂在沙恩霍斯特号舰上的帝国战旗。这位水兵被安葬于巴西，旗帜则最终归还德国，在柏林的海洋科学博物馆展出，但于第二次世界大战期间遗失。至1930年代中期，重新组建的德国海军——魏玛国家海军建造了一艘以沙恩霍斯特号命名的战列舰。在新沙恩霍斯特号于1936年10月的下水仪式上，早期舰只的舰长遗孀亦有出席。

## 發現
2019年12月5日，海洋考古学家Mensun Bound宣佈找到了沙恩霍斯特号大巡洋舰的殘骸。